# 佐賀省三
佐賀 省三（さが しょうぞう、明治38年（1905年）5月8日 - 平成2年(1990年)以降）は日本の俳人、政治家。元境港市議会議員。号榎村。佐賀家の12代目。
俳人鹿島平堂は大おじにあたる。

## 経歴
鳥取県西伯郡上道村（現・境港市上道町）の農家に生まれる。
鳥取県立農学校（現・鳥取県立倉吉農業高等学校）、正則英語学校（現・正則学園高等学校）を経て、大正14年（1925年）3月に東京府立園芸学校（現・東京都立園芸高等学校）卒業。大正15年（1926年）3月、早稲田大学専門部中退。
帰郷して農業に従事する。上道村会議員、境港市会議員などをつとめた。

## 人物像
元農業会理事、村会議員、境港市農業委員等務め農業多角経営の指導、実践に努力、養鶏の大家として三十年の経験と共に県下に有名である。趣味は俳句、尺八。

## 俳句歴
- 昭和32年（1957年） - 上道俳句会結成
- 昭和33年（1958年） - 俳誌「城」に入門
- 昭和39年（1964年） - 俳誌「城」同人
- 昭和40年（1965年） - 毎日新聞俳壇へ投句
- 昭和43年（1968年） - 国立美保少年院講師（俳句）
- 昭和45年（1970年） - 俳誌「夏炉」に入門
- 昭和57年（1982年） - 俳誌「夏炉」同人

## 栄典
- 平成2年（1990年）4月 - 勲六等単光旭日章